# M. C. Escher

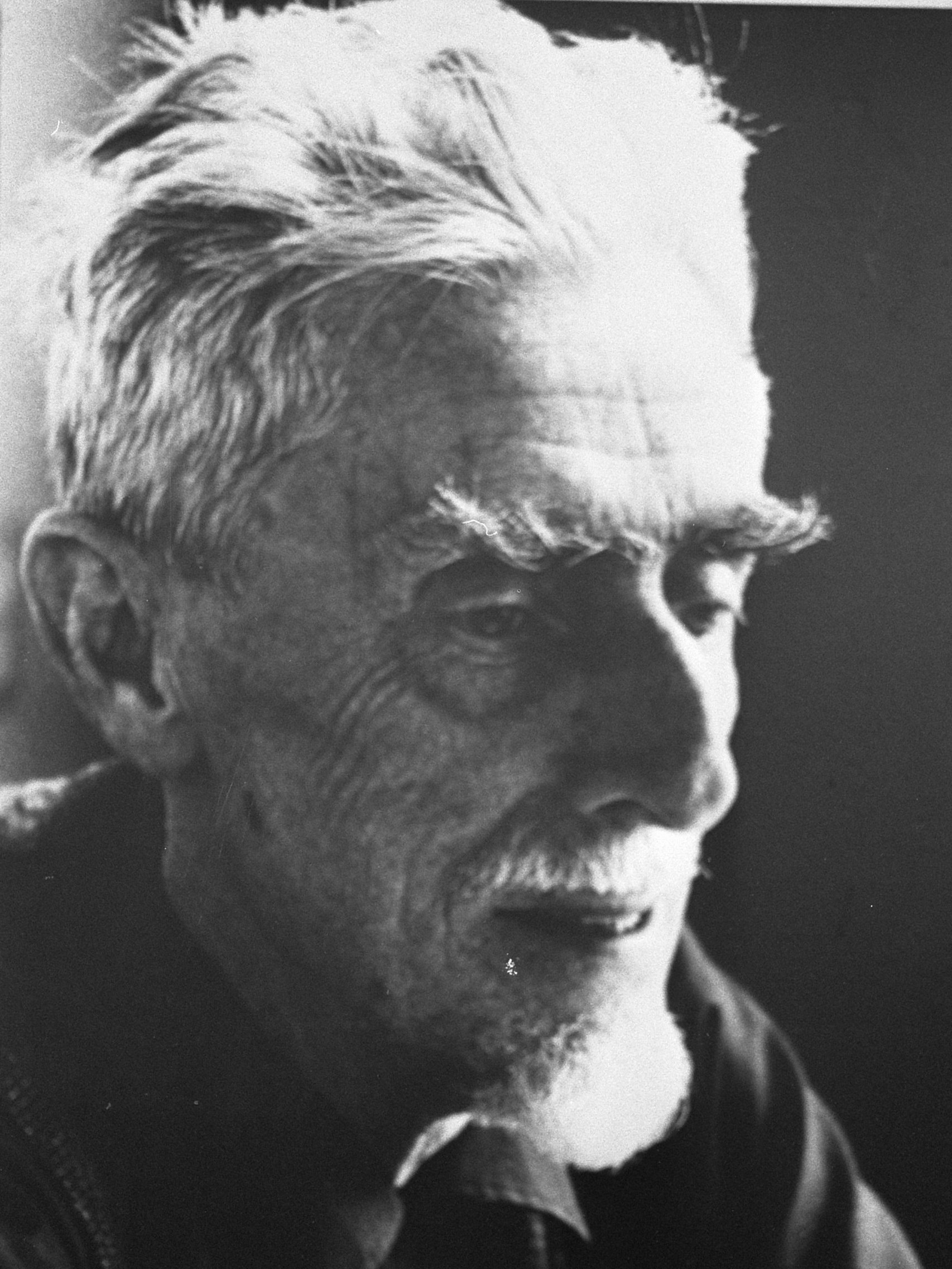
M. C. Escher (ca. 1971)

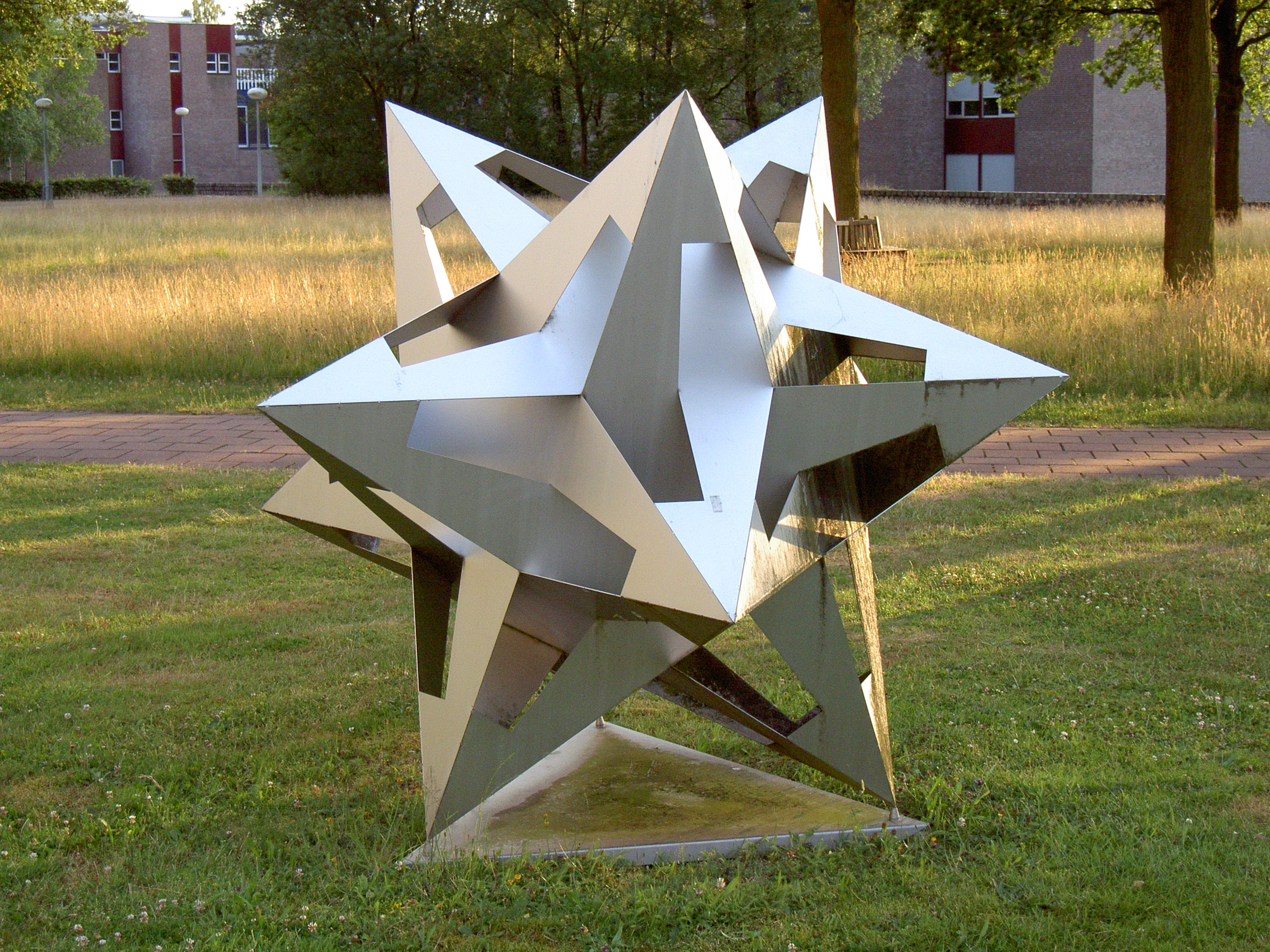
Skulptur eines Dodekaedersterns nach einer Zeichnung von Escher; zu sehen auf dem Gelände der Universität Twente

Maurits Cornelis Escher (niederländisch [ˈmʌurɪt͡s kɔrˈneːlɪs ˈɛʃər]; * 17. Juni 1898 in Leeuwarden, Provinz Friesland; † 27. März 1972 in Hilversum, Provinz Nordholland) war ein niederländischer Künstler und Grafiker, der vor allem durch seine Darstellung unmöglicher Figuren bekannt wurde.

## Leben
M. C. Escher kam 1898 als jüngster von fünf Söhnen des Wasserbauingenieurs George Arnold Escher im Princessehof in Leeuwarden zur Welt. 1903 zog die Familie nach Arnheim, wo der junge Escher die schulische Grundausbildung absolvierte. Allerdings war er ein ziemlich schlechter Schüler, musste zwei Klassen wiederholen und hatte trotz seiner zeichnerischen Begabung sogar im Fach Kunst schlechte Noten. 1917 zog die Familie nach Oosterbeek.
Escher begann 1919 ein Architekturstudium in Haarlem, das er schon nach einer Woche abbrach. Sein dortiger Lehrer Samuel Jessurun de Mesquita, ein portugiesischstämmiger Jude, erkannte die außerordentliche Begabung und unterrichtete ihn weiter in grafischen Techniken. Escher beherrschte bald die Holzschnitttechnik. Mesquitas starke Persönlichkeit übte großen Einfluss auf Eschers weitere Entwicklung zum Grafiker aus.
Ab 1921 bereiste er mehrfach Italien, meist zu Fuß oder auf dem Esel, sowie Spanien, wo er sich mit arabischer Ornamentik (Alhambra) auseinandersetzte. 1923 lernte er die vor den Bolschewiki aus Russland in die Schweiz geflohene Jetta Umiker kennen, die er 1924 in Viareggio heiratete. Das Paar ließ sich in der Nähe von Rom nieder. Am 23. Juli 1926 wurde ihr erster Sohn Georg geboren. Arthur, ihr zweiter Sohn, kam am 8. Dezember 1928 zur Welt.
Während der 1920er Jahre erlangte Escher eine gewisse Popularität und hatte 1929 gleich fünf Ausstellungen in den Niederlanden und der Schweiz. Bis 1937 entstanden überwiegend mediterrane Landschaftsbilder, darunter die große Lithografie eines kleinen Abruzzendorfes (Castrovalva 1930). Vor allem in den USA hatte Escher Aufmerksamkeit erregt.
Aus Abneigung gegen den italienischen Faschismus verlegten die Eschers ihren Wohnsitz 1935 in die Schweiz nach Château-d’Oex, nachdem sie sich eine Weile in Steckborn am Bodensee aufgehalten hatten. Auf einem Frachtschiff bereiste er die Adria, Sizilien und die Riviera. Nach einem zweiten Besuch der Alhambra 1936 veränderte sich Eschers Thematik, die Periode der Metamorphosen (Tag und Nacht 1938) begann. 1937 folgte ein weiterer Umzug in die Nähe von Brüssel und er experimentierte zunehmend mit Flächenfüllungen (Parkettierung).
Als die Nationalsozialisten in Brüssel einmarschierten, zog die Familie erneut um, ins niederländische Baarn. Sein Lehrer Samuel Jessurun de Mesquita wurde 1944 von den deutschen Besatzern verschleppt und im Konzentrationslager Auschwitz ermordet. Escher konnte zumindest einen Großteil von Mesquitas Werk retten.
Nach Kriegsende erlernte Escher die Mezzotintotechnik und wandte sich ab 1946 verstärkt perspektivischen Bildern (Oben und Unten 1947) zu. Er erhielt vermehrt gut bezahlte Aufträge, verkaufte viele seiner Drucke und war 1950 in den USA ein gefragter Künstler. Sein großer Durchbruch in Europa erfolgte im September 1954, als ihm das Stedelijk Museum eine Einzelausstellung in Amsterdam anlässlich eines gleichzeitig dort abgehaltenen Mathematiker-Kongresses gewährte. 1955 wurde Escher die Ritterwürde des Oranje-Nassau-Ordens verliehen. Die beiden letzten Ausstellungen zu seinen Lebzeiten fanden 1969 im Rheinischen Landesmuseum Bonn und in der Kunsthalle Bern statt.
1962 und 1964 musste er operiert werden. 1972 starb er im Krankenhaus in Hilversum.

## Werke

### Grafik
Escher schuf vor allem grafische Arbeiten und brachte es in den Techniken des Holzschnitts, des Holzstichs und der Lithografie zur technischen Perfektion. Als junger Mann reiste er durch Italien und den Mittelmeerraum bis Portugal und schuf viele Landschaftsdarstellungen und Architekturstudien in einer breiten Palette grafischer Stile. Die Motive der südlichen Landschaften bildeten zugleich den Formen-Kanon seiner späteren „naturfremden“ Arbeiten.
Durch seine vielen Reisen verband Escher eine besondere Liebe mit dem Meer und der Schifffahrt. So hielt er noch im Alter Vorträge über die mannigfachen Naturphänomene und Eindrücke, die einem Schiffsreisenden im Mittelmeer begegnen.

### Die unmöglichen Figuren
Seine bekanntesten Werke, die Escher nahezu den Status eines Popstars einbrachten, beschäftigen sich mit der Darstellung perspektivischer Unmöglichkeiten, optischer Täuschungen und multistabiler Wahrnehmungsphänomene. Man sieht Objekte oder Gebäude, die auf den ersten Blick natürlich zu sein scheinen, auf den zweiten aber vollkommen widersprüchlich sind („unmögliche Figuren“).
Die von Lionel Penrose 1958 entworfene unendliche Penrose-Treppe bildete die Grundlage zu Eschers Bild Wasserfall (1961). Es zeigt einen Wasserlauf, der sich von einem Wasserrad im Vordergrund im Zick-Zack vom Betrachter fortbewegt, jede Ecke Teil von insgesamt zwei Türmen auf Säulen. Schließlich läuft das Wasser als ein Wasserfall im Vordergrund nach unten und streicht über das Wasserrad vom Anfang und macht die Konstruktion scheinbar zu einem Perpetuum mobile. Das Wasser läuft größtenteils bergauf, gleichzeitig scheinbar in immer weitere Ferne, obwohl die Ecken des Wasserlaufs trotzdem abwechselnd in einem der beiden Türme liegen. Das Bild Treppauf Treppab (1960) zeigt eine auf ähnliche Weise konstruierte viereckige, endlose Treppe.
Die unmögliche Lattenkiste ist Ausgangspunkt des Bildes Belvedere. Ober- und Untergeschoss eines Aussichtspavillons in einer norditalienischen Landschaft sind um 90° gegeneinander verdreht. Eine Leiter, die auf dem Boden des Untergeschosses steht, lehnt an der Außenwand der oberen Etage. Die Säulen, die das Gebäude tragen, wechseln unmerklich die Seiten. Das paradoxe Gebäude wirkt dennoch auf den ersten Blick völlig stabil.
Seine Lithographie Drawing Hands (1948) zeigt zwei einander gegenüberliegende Hände, die sich in einem paradox wirkenden Vorgang gegenseitig zeichnen.

Die unmöglichen Figuren (in Eschers Kunstwerken)
Penrose-Dreieck als Grundlage vieler Werke
Penrose-Treppe (Treppauf Treppab)
Prinzipskizze eines Perpetuum mobile als Penrose-Treppe (Wasserfall)
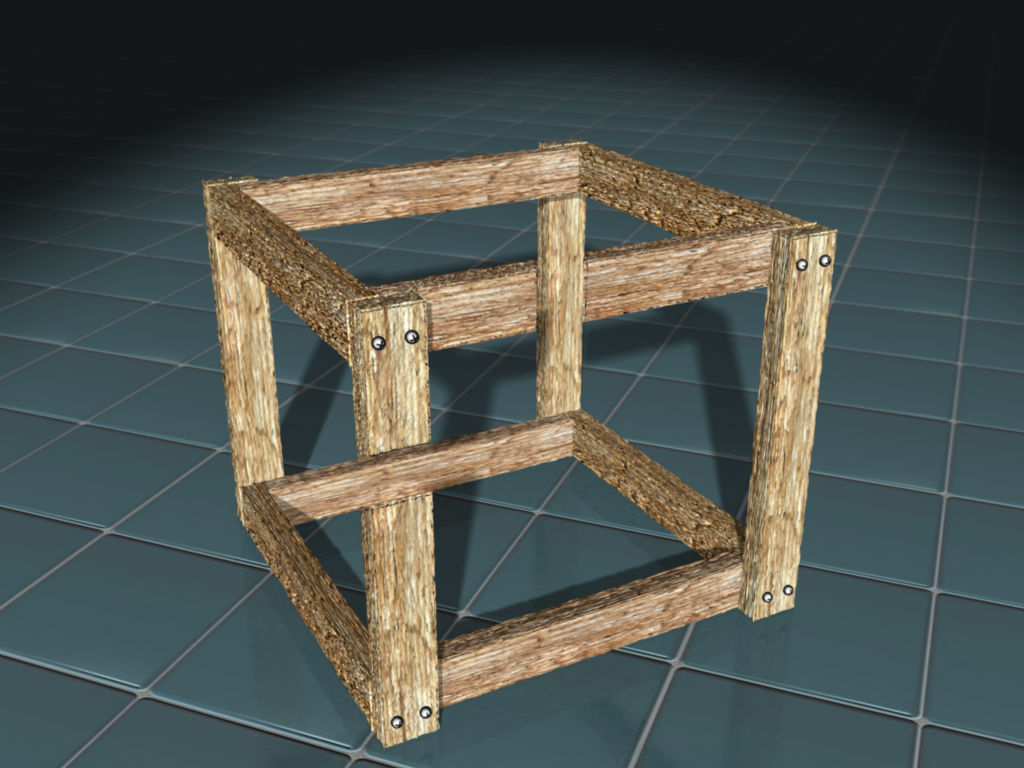
Unmögliche Lattenkiste (Belvedere)

### Metamorphose

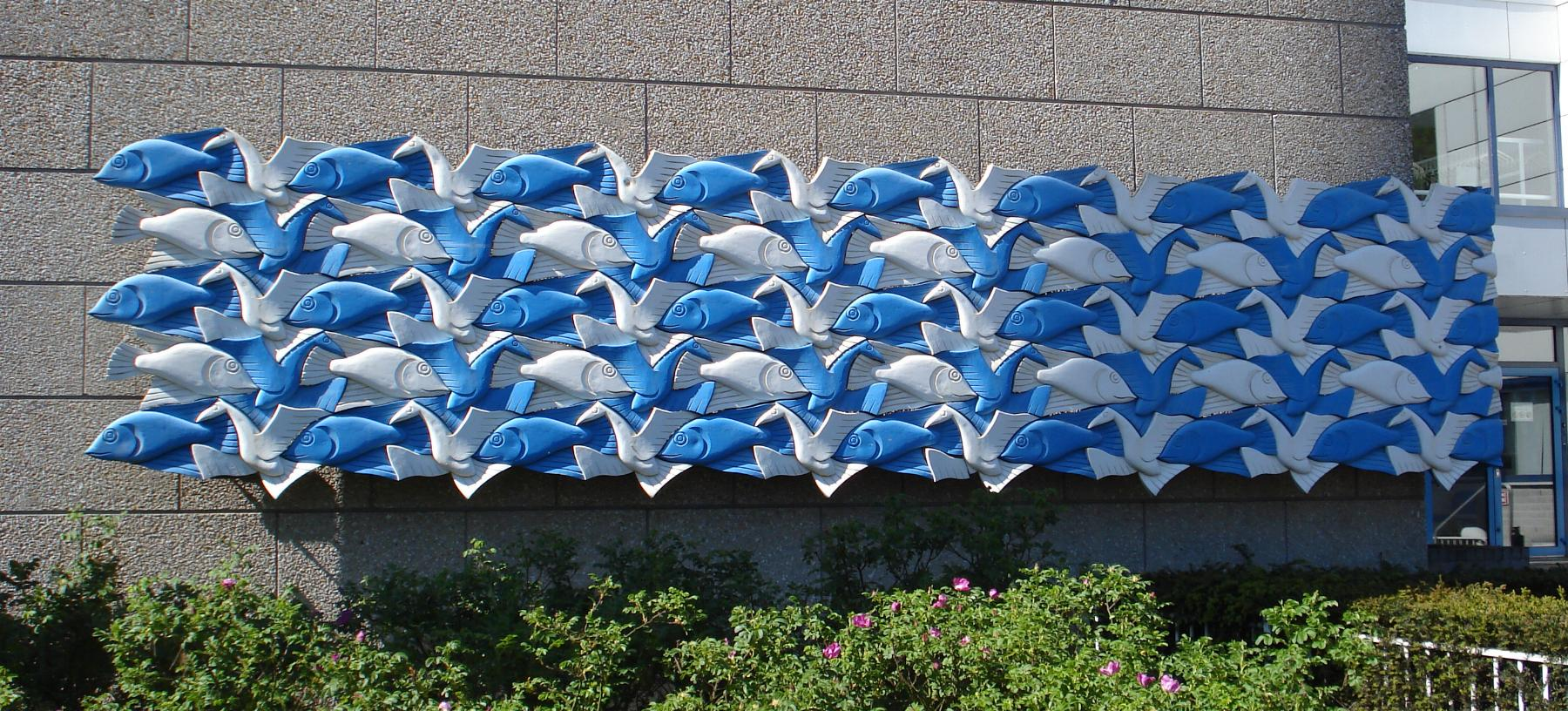
Relief in Den Haag nach Escher

Ausgehend von den Metamorphosen der Ornamental-Kunst der maurischen Majolika, die Escher in Südspanien studiert hatte, entwickelte er in seinen Bildern Metamorphose I bis Metamorphose III und weiteren eine Technik der regelmäßigen Flächenfüllung durch teilweise fantastische Figuren. Das verfeinerte er, indem er in diese Flächenmuster immer wieder leichte Variationen (Vogel Fisch, 1938 oder Luft und Wasser, 1938) einfließen ließ, so dass sich die verwendeten Figuren verwandeln und beispielsweise Vögel zu Fischen werden und die Ebene füllen.

### Weitere Themen

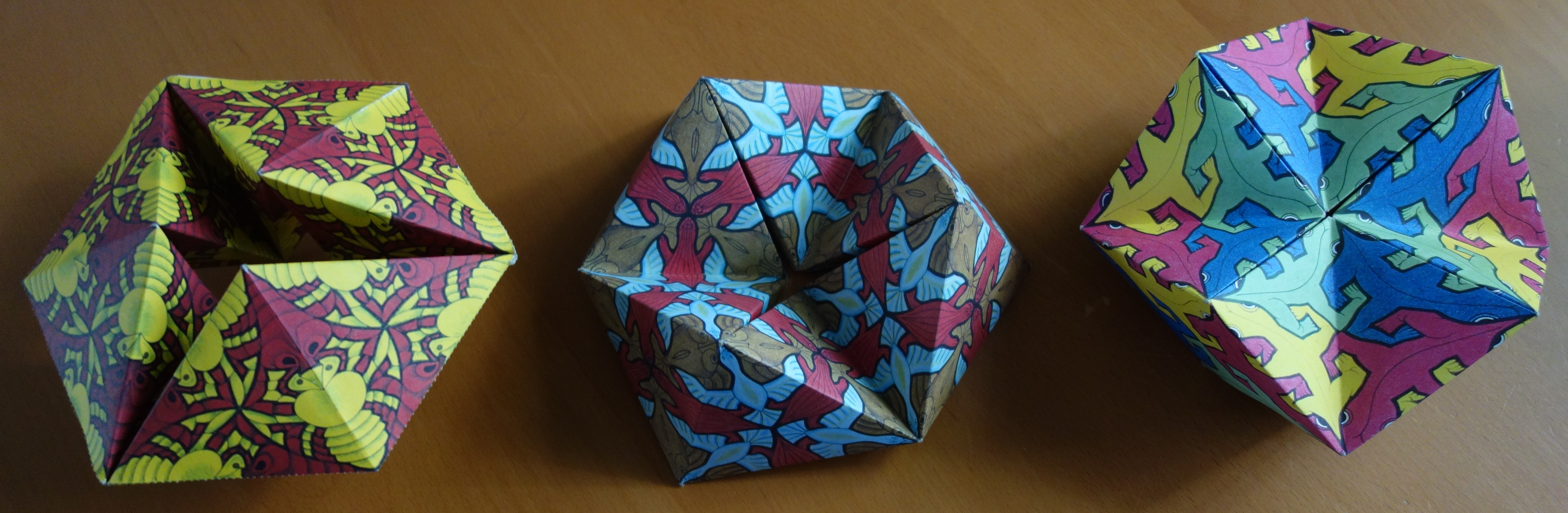
Gebastelte Kaleidozyklen (Vorlagen aus „M. C. Escher Kaleidozyklen“ von Doris Schattschneider und Wallace Walker)

Escher widmete sich in seinen Arbeiten auch Themen wie: 
- Möbiusbändern (Möbiusband I & II)[9][10]
- Kristallformen (Kristall, Kontrast – Ordnung and Chaos)[11][12]
- Spiegelungen[13][14] (bekannt ist ein Selbstporträt in der Spiegelung einer Glaskugel)
- optischen Verzerrungen (Print gallery I, Up and Down)[15]
- Fraktalen (Kreislimit III)[16]
- Unendlichkeitsannäherungen[17]

Die „Kaleidozyklen“ hat er nicht erfunden. Das sind aus mindestens acht Tetraedern bestehende Körper, die sich so drehen lassen, dass der Betrachter alle Seiten des Dreiecks sieht. Diese Körper sind vielmehr eine Weiterführung seines Werkes durch die amerikanische Mathematikerin Doris Schattschneider und den Künstler Wallace G. Walker, die Herausgeber des Buches M. C. Escher Kaleidozyklen. Der Bezug zu Escher besteht darin, dass die Körperoberflächen mit verschiedenen Darstellungen aus seinem Werk versehen sind.

### Gewerbliche Arbeiten/Arbeiten im öffentlichen Raum
Escher schuf auch einige gewerbliche Arbeiten, so ein 58 Meter langes Metamorphose-Wandbild für die Hauptpost in Den Haag, das sich heute im Flughafen Schiphol befindet, eine Säulengestaltung für eine Schule und eine Keksdose in Form eines Dodekaeders mit Seestern-Motiv in limitierter Auflage. Seine Entwürfe für Geldscheine, für die er an einem Auswahlverfahren teilgenommen hatte, scheiterten daran, dass sie nicht fälschungssicher waren. Ebenso nicht verwirklicht wurden Entwürfe für Briefmarken.

## Rezeption

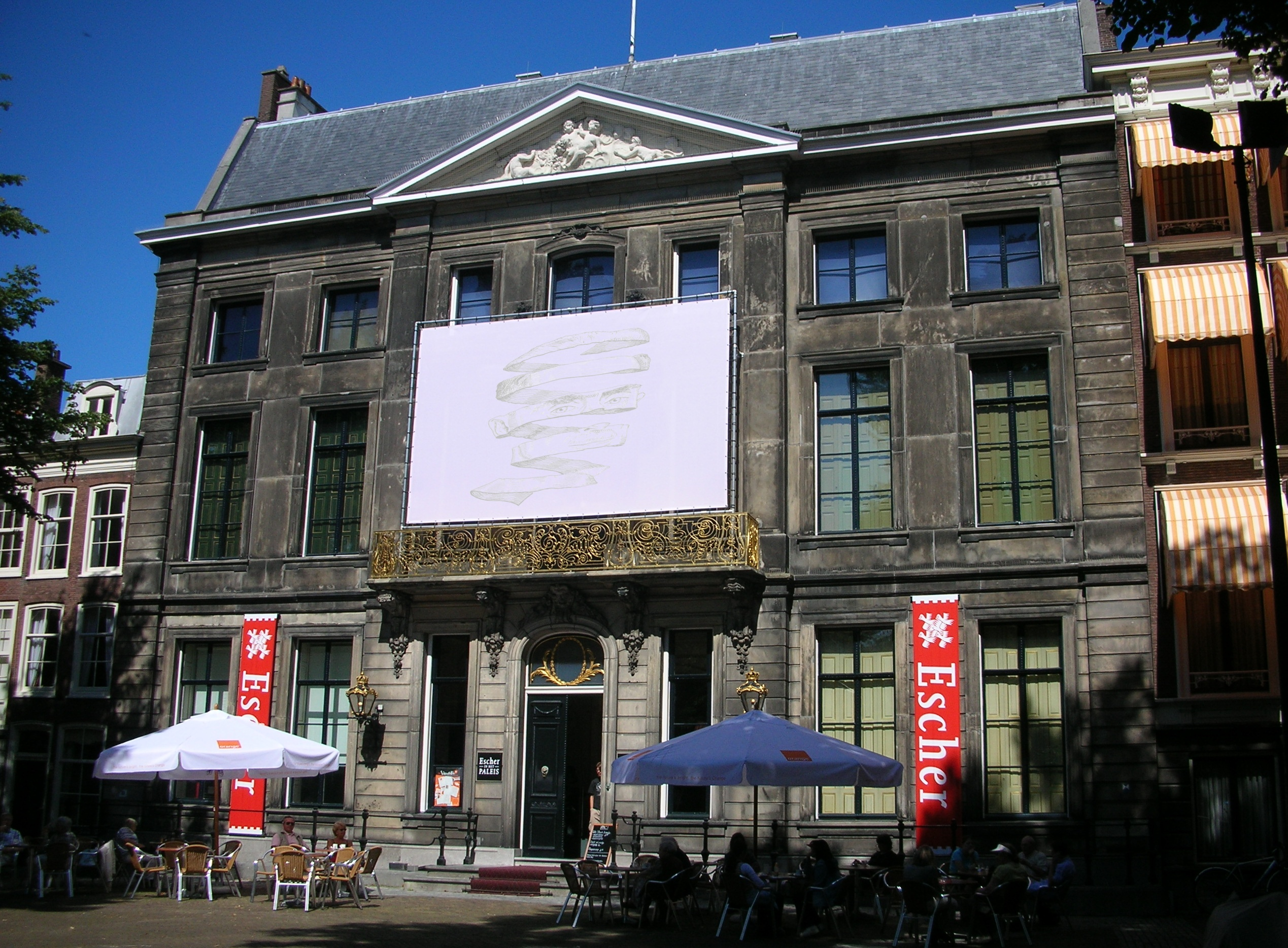
Escher-Museum in Den Haag

Escher ist für die Kunstgeschichte immer ein Problem geblieben. Seine Auseinandersetzung mit perspektivischen Unmöglichkeiten und optischen Täuschungen unterscheidet sich stark von den klassischen Themen bildender Kunst und lässt sich in keine der klassischen Schubladen einordnen. So wurde Escher von der Kunstwelt lange Zeit nicht als Künstler im klassischen Sinne akzeptiert.
Im Gegensatz dazu wurde Escher schon früh von Wissenschaftlern und Mathematikern sehr geschätzt, da seine sauberen, exakten Arbeiten sich auf eine intuitive und sinnliche Weise mathematischen Themen annähern und Problemstellungen der Wissenschaft illustrieren. Escher wurde nicht selten zu Mathematik-Vorlesungen eingeladen, obwohl er von sich selbst sagte, er verstehe nichts von Mathematik. Er hielt auch selbst stark frequentierte Vorlesungen über seine Arbeit in ganz Europa.
Besondere Aufmerksamkeit bekam er auch durch den 1979 veröffentlichten Bestseller Gödel, Escher, Bach von Douglas R. Hofstadter, der das Werk des Mathematikers Kurt Gödel, die Illustrationen von Escher und die Musik von Johann Sebastian Bach in Beziehung zueinander setzt.
Das Paradoxe und nicht selten Mystische seiner geheimnisvollen Bilder fand auch Anklang bei Esoterikern und der Popkultur des 20. Jahrhunderts. Seine Bilder wurden als Poster gedruckt und als Plattencover verwendet.
2002 wurde im ehemaligen Palais der Königin Emma ein Escher-Museum eingerichtet, das neben seinem grafischen Werk auch Privatfotos und Arbeitsskizzen zeigt. Letztere vermitteln einen Eindruck davon, wie der Künstler Flächenfüllungen und unmögliche Geometrien entworfen hatte.
2006 wurde der am 16. September 1985 entdeckte Asteroid (4444) Escher nach ihm benannt.
2018 veröffentlichte Robin Lutz den Dokumentarfilm M. C. Escher – Reise in die Unendlichkeit.

## Ausstellungen
- 2018: escher op reis, Fries Museum, Leeuwarden[20]
- seit 2002: Die Escher Ausstellung, Escher-Museum, Den Haag[21]